# Farsø Kommune
Farsø Kommune var en kommune i Nordjyllands Amt, der blev dannet ved kommunalreformen i 1970. Ved strukturreformen i 2007 indgik kommunen i Vesthimmerlands Kommune sammen med Aars Kommune og Løgstør Kommune samt størstedelen af Aalestrup Kommune i Viborg Amt.

## Tidligere kommuner
Farsø Kommune blev dannet ved sammenlægning af følgende 4 sognekommuner:
| Kommune                            | Folketal 1. januar 1970 | Byer                       |
| ---------------------------------- | ----------------------- | -------------------------- |
| Lovns-Alstrup                      | 1.127                   | Hvalpsund                  |
| Strandby-Farsø                     | 4.139                   | Strandby, Fandrup og Farsø |
| Ullits-Fovlum                      | 823                     | Ullits                     |
| Vester Hornum-Hyllebjerg-Flejsborg | 1.246                   | Vester Hornum              |
| I alt                              | 7.335                   |                            |

Hertil kom Svoldrup ejerlav fra Vognsild Sogn i Aars Kommune.

## Sogne
Farsø Kommune bestod af følgende sogne:
- Alstrup Sogn (Gislum Herred)
- Farsø Sogn (Gislum Herred)
- Flejsborg Sogn (Aars Herred)
- Fovlum Sogn (Gislum Herred)
- Hyllebjerg Sogn (Aars Herred)
- Louns Sogn (Gislum Herred)
- Strandby Sogn (Gislum Herred)
- Ullits Sogn (Gislum Herred)
- Vester Hornum Sogn (Aars Herred)

## Politik

### Mandatfordeling
| 2 | 1 | 3 | 2 | 2 | 1 | 6 |

| 15 |

| 3 | 2 | 2 | 3 | 2 | 4 | 1 |

| 15 |

| 2 | 1 | 1 | 4 | 1 | 1 | 4 | 2 | 1 |

| 16 |

| 2 | 1 | 5 | 1 | 7 | 1 |

| 15 |

| 2 | 1 | 1 | 5 | 7 | 1 |

| 16 |

| 2 | 2 | 1 | 4 | 1 | 5 | 1 | 1 |

| 15 |

| 3 | 4 | 1 | 2 | 1 | 4 | 2 |

| 13 | 4 |

| 4 | 5 | 1 | 1 | 3 | 1 |

| 11 | 4 |

| 4 | 1 | 2 | 5 | 3 |

| 10 | 5 |

| 3 | 2 | 6 | 4 |

| 9 | 6 |

### Borger- og lokallister
- Farsø Byliste - 1970 (2/17), 1974 (3/17), 1978 (4/17), 1981 (5/17), 1982 (5/17), 1985 (4/17), 1989 (2/17), 1993 (1/15), 1997 (2/15).
- Louns-Alstrup Fællesliste - 1970 (3/17), 1974 (2/17), 1978 (1/17)
- Fælles sogneliste - 1970 (3/17)
- Strandby Borger- og Landboliste - 1970 (2/17), 1974 (2/17), 1978 (1/17)
- Ullits-Foulum Borger- og Landboliste - 1970 (0/17), 1974 (0/17), 1978 (1/17)
- Hvalpsundlisten -
- Farsø Listen - 2001 (1/15)
- Den Alternative Liste - 2001 (3/15)

### Borgmestre[3]
| Periode   | Navn                 | Parti                                      |
| --------- | -------------------- | ------------------------------------------ |
| 1970-1978 | Bernhard Nielsen-Man | V. Hornum-Hyllebjerg-Flejsborg Fællesliste |
| 1978-1982 | Erik Rabøl Jørgensen | Farsø Tværpolitiske Liste                  |
| 1982-1986 | Bernhard Nielsen-Man | Venstre                                    |
| 1986-1990 | Erik Rabøl Jørgensen | Farsø Byliste                              |
| 1990-1998 | Jette Thomsen        | Det Konservative Folkeparti                |
| 1998-2006 | H.O.A. Kjeldsen      | Venstre                                    |

### Politisk historie
Den nye kommunes første borgmester blev gårdejer Bernhard Nielsen-Man fra Flejsborg, der var valgt med 208 personlige stemmer. Han var tidligere sognerådsformand i Vester Hornum-Hyllebjerg-Flejsborg Kommune og stillede op for Vester Hornum-Hyllebjerg-Flejsborg Fællesliste.
Ved valget i 1974 blev borgerlisten splittet. Af de tidligere medlemmer blev 2 valgt ind for Venstre (herunder Nielsen-Man) og 1 for Socialdemokratiet. Valgets resultat bar fortsat præg af, at vælgerne følte sig knyttet til de tidligere kommuner. Dog blev antallet af valgte partier og lister reduceret fra 9 i 1970 til 7 i 1974.
Ved valget i 1978 stormede lokallisten Farsø Tværpolitiske Liste ind med 22% af stemmerne og fik 4 pladser i det nye byråd. Trods fremgang i borgmester Nielsen-Mans personlige stemmetal lykkedes det for spidskandidaten fra den tværpolitiske liste, Erik Rabøl Jørgensen, at erobre borgmesterposten. Ved valget fik Den Tværpolitiske Kvindeliste desuden 1 mandat.
Borgmesterens liste blev splittet i to ved det efterfølgende valg i 1981, hvor Rabøl Jørgensen genopstillede for Farsø Borgerliste. Den fik fem mandater, men blev slået af Venstre, der gik frem fra 4 til 7 mandater. Resultatet medførte, at Nielsen-Man efter 4 års pause kunne sætte sig i borgmesterstolen igen. Antallet af valgte partier og lister var 6 i 1981.
I 1982 blev der gennemført et omvalg, hvor den eneste ændring blev at Ullits-Foulum Borger og Landbolistes mandat blev flyttet til Radikale Venstre. Ved valget i 1985 røg Radikale Venstre igen ud af byrådet, hvor Det Konservative Folkeparti trådte ind i stedet med 2 mandater. Nielsen-Man genopstillede ikke ved dette valg, men Rabøl Jørgensen stillede op for Farsø Byliste, og det lykkedes for ham at generobre borgmesterposten.
Ved valget i 1989 gik Det Konservative Folkeparti frem med 2 mandater, især på grund af spidskandidaten Jette Thomsens personlige stemmetal, som også førte til, at hun kunne sætte sig i borgmesterstolen fra 1990. Farsø Byliste blev reduceret til 2 mandater, Venstre mistede 1 og Socialdemokratiet vandt 1. Fremskridtspartiet gik igen frem til 2 mandater, mens de resterende mandater fordelte sig på borger- og lokallister.
I 1993 blev der gennemført en reduktion af byrådets størrelse fra 17 til 15 pladser. Det betød dog ikke, at antallet af partier blev reduceret betydeligt ved valget samme år. Der var fortsat 6 repræsenterede partier efter valget, hvor lokal- og borgerlister sad på 3 pladser. Valget var en succes for borgmester Jette Thomsen, der fik 1.111 personlige stemmer, hvilket var 24% af stemmerne. Det gav 5 mandater til Det Konservative Folkeparti, mens Venstre gik tilbage til 3. Socialdemokratiet gik frem til 4 mandater, men de to borgerlister og Fremskridtspartiet bevarede 1 mandat hver.
Valget i 1997 blev en katastrofe for Det Konservative Folkeparti, som blev reduceret til blot 1 mandat. Borgmester Jette Thomsen havde valgt ikke at genopstille, hvorfor Venstre gik frem med 2 til 5 mandater og Fremskridtspartiet fik et godt valg med 3 mandater. Det medførte, at H.O.A. Kjeldsen fra Venstre kunne sætte sig i borgmesterstolen, hvor han blev frem til strukturreformen i 2007.